# Cases Josep Planes i Pere Catasús
Les Cases Josep Planes i Pere Catasús són una obra de Sitges (Garraf) inclosa a l'Inventari del Patrimoni Arquitectònic de Catalunya.

## Descripció
Es tracta de dos edificis entre mitgeres, contigus. Presenten façanes idèntiques de composició simètrica, amb planta baixa, dos pisos i coberta amb terrat a la catalana. Totes les obertures dels edificis són rectangulars. Cada un d'ells presenta al primer pis tres balcons amb barana que recorre tota la façana i al segon pis tres balcons amb baranes individuals. És remarcable el coronament de les façanes, amb elements ornamentals semicirculars que s'eleven per damunt de la barana calada del terrat.
La decoració de l'edifici utilitza lliurement elements d'inspiració predominantment clàssics (capitells, motllures, mènsules, palmetes, etc)

## Història
D'acord amb la documentació existent a l'Arxiu Municipal de Sitges, el 15-10-1898 els propietaris Pere Catasús i Josep Planes van demanar permís a l'Ajuntament per efectuar la reforma de la façana de dues cases contigües. El projecte, signat pel mestre d'obres Jaume Sunyer, va ser aprovat per l'Ajuntament el 21-10-1898.
Posteriorment s'han efectuat modificacions als edificis, tot respectant-ne la façana. El 1956 es va modificar l'interior de la casa Planes, avui Casa Coll, que actualment conté tres habitatges. Can Catasús és ocupada per l'Hotel Romàntic.